# Sam, Benin
Sam är ett arrondissement i kommunen Gogounou i Benin. Den hade 12 006 invånare år 2002.